# Malmö stads hederstecken
Malmö stads hederstecken är en hedersbetygelse som tilldelas personer som ”genom betydande och uppmärksammade insatser verkat till gagn för Malmö stad”.
Utmärkelsen instiftades genom ett beslut i Malmö kommunfullmäktige den 28 november 1991, och utdelades för första gången år 1992. Efter en nomineringsprocess handlägger Malmö kommunfullmäktiges representationskommitté frågor om hederstecknet, som traditionellt utdelas av ordförande för Malmö kommunfullmäktige vid en årlig prisceremoni i Malmö rådhus.
Tidigare mottagare innefattar Clownen Miko, Bengt Falk, rektor vid Rosengårdsskolan under 1980-talet, konditormästare Calle Widell och boxningstränaren Dialy Mory Diabaté. HSB Malmös förre VD Johnny Örbäck tilldeldes priset år 2005 som den drivande kraften bakom byggnaden Turning Torso.
2007 års hederstecken tilldelades Ingrid Fredriksson för sina insatser i samband med bildandet av kvinnojouren i Malmö och till Sven Landelius för sina insatser under byggandet av Öresundsförbindelsen samt hans insatser som ordförande i Malmö högskolas styrelse.